# Kanton Rodez-Est
Der Kanton Rodez-Est war von 1973 bis 2015 ein französischer Wahlkreis im Département Aveyron und in der Region Midi-Pyrénées. Er umfasste zwei Gemeinden und die östlichen Teile der Stadt Rodez im Arrondissement Rodez. Die landesweiten Änderungen in der Zusammensetzung der Kantone brachten im März 2015 seine Auflösung. Vertreter im conseil général des Départements war zuletzt von 2004 bis 2015 Stéphane Bultel.

## Gemeinden
In der nachfolgenden Tabelle ist für alle Gemeinden jeweils die gesamte Einwohnerzahl angegeben.
| Gemeinde         | Einwohner Jahr | Fläche km² | Bevölkerungsdichte | Code INSEE | Postleitzahl |
| ---------------- | -------------- | ---------- | ------------------ | ---------- | ------------ |
| Le Monastère     | 2.126 (2013)   | 6,73       | 316 Einw./km²      | 12146      | 12000        |
| Rodez            | 23.741 (2013)  | –          | – Einw./km²        | 12202      | 12000        |
| Sainte-Radegonde | 1.731 (2013)   | 30,48      | 57 Einw./km²       | 12241      | 12850        |